# Bataillon de marche no 8
Pour les articles homonymes, voir 8e bataillon et BM8.
Le bataillon de marche no 8 (BM 8) est une unité militaire française de la Seconde Guerre mondiale. Formé de troupes coloniales, le BM 8 fait partie des forces françaises libres (FFL).

## Création et différentes dénominations
- juin 1942 : formation du bataillon de marche no 8
- septembre 1943 : dissous

## Historique
Le bataillon est formé à Chadra le 29 juin 1942 par le lieutenant-colonel Hous. Il s'installe ensuite à Garoua au nord du Cameroun (où il porte le nom de bataillon de Garoua).
Il regagne le Tchad en avril 1943 afin de rejoindre la colonne Leclerc dans le Fezzan,. Arrivé après les combats, il continue jusqu'en Tripolitaine où il est intégré à la 2e division française libre (colonel Leclerc). Il est dissous le 13 septembre 1943, ses cadres européens rejoignant le IIIe bataillon du régiment de marche du Tchad.

## Chefs de corps
Après le lieutenant-colonel Hous, le bataillon est commandé par le chef de bataillon Barboteu.

## Personnalités ayant servi au BMno8
Quatre compagnons de la Libération :
- Georges Bonnet
- Jean Magne
- René Pailleret
- Aimé Teisseire